# 白雪山
白雪山（1961年5月—），男，陕西吴起人，中华人民共和国政治人物。中共中央党校函授学院经济管理专业毕业，中央党校大学学历。曾任宁夏回族自治区人民政府副主席。

## 生平
1984年2月在银川市原郊区第二建筑工程公司参加工作，同年5月加入中国共产党。1985年4月，任银川原郊区二建经理。1990年8月，宁夏烟草系统窝案爆发，宁夏烟草专卖局原局长杨杰落马，白雪山因涉案被检察机关带走，40多天后重获自由。此事深深触动了白雪山，没有权力有再多的钱也没用，从此，白雪山有了弃商从政的念头。1992年，白雪山告别原郊区二建，进入银川市人民政府驻上海联络处工作，一年后就升任为该联络处主任。1994年9月，白雪山从上海调回银川，历任银川市郊区党委常委、副区长、银川市郊区党委副书记、代区长、区长、银川市郊区党委书记、银川市委常委、郊区党委书记、贺兰县委书记、银川市委副书记、银川市副市长、银川市市长、吴忠市委书记、吴忠市人大常委会党组书记、吴忠市人大常委会主任。2013年1月任宁夏回族自治区人民政府副主席、党组成员。
白雪山在主政银川、吴忠期间，一直对房地产开发受到重视，并被当地网友称作“白乱拆”。
2015年11月6日因涉嫌严重违纪，被组织调查。他是中共十八大以来首位在宁夏被调查的副部级官员。白雪山被带走后，其多名家人也被带走，包括白雪山的老婆和儿子，及其内弟。12月28日，中纪委宣布白雪山被双开，移送司法机关。
2017年4月28日，西安市中级人民法院一审宣判，白雪山利用职务之便为他人提供便利，收受贿赂共计折合人民币3886.680806万元，以受贿罪判处其有期徒刑十五年，并处罚金人民币三百五十万元；对其受贿所得财物及其孳息予以追缴，上缴国库。